# Otomārs Rihters
Otomārs Rihters (ur. 14 listopada 1963 w Rzeżycy) – łotewski bobsleista, dwukrotny uczestnik igrzysk olimpijskich (1992, 1994).
W lutym 1992 roku uczestniczył w igrzyskach olimpijskich w Albertville. Wziął udział w czwórkach mężczyzn, w których wspólnie z Zintisem Ekmanisem, Aldisem Intlersem i Borissem Artemjevsem zajął 16. miejsce. Dwa lata później wystąpił na igrzyskach w Lillehammer. Ponownie uczestniczył w czwórkach. Łotewski bob II, w którym poza nim znaleźli się Sandis Prūsis, Juris Tone i Adris Plūksna, uplasował się na 19. pozycji.